# Национален парк Маго
Национален парк Маго (на английски: Mago National Park) е национален парк в Етиопия, разположен в региона на южните нации на около 782 километра южно от Адис Абеба и северно от река Омо. Площта на парка е 2162 km², надморската височина варира от 450 до 2528 m, а най-високата точка е връх Маго. През него тече едноименната река Маго. Всички пътища, водещи до и от парка не са асфалтирани.

## Екология

### География
Националният парк Маго е създаден през 1979 г., което го прави най-новият от няколкото национални парка на Етиопия. Най-високата му точка е връх Маго (2528 метра). Основните околни среди в и около парка са реките и крайречните гори, влажните зони по долното течение на река Маго и около езерото Дипа, различните тревни площи и храстите по хълмовете. Откритите пасища заемат около 9% от площта на парка. Най-големите дървета се срещат в крайречните гори до реките Омо, Маго и Нери.
В този парк основните биоми или земни форми са савана, акациеви дървета, храсти и гори.

### Фауна
Националният парк Маго осигурява защита на 74 вида бозайници и 237 вида птици. Най-малко 10 вида влечуги и 14 вида риби също се срещат в екосистемата на парка.
Птиците, срещащи се в парка включват Turdoides tenebrosa, сивата черноопашата астрилда, Phoeniculus damarensis, бронзова султанка, ивичеста чапла, Pluvianus aegyptius, голяма рибоядна сова и Cossypha niveicapilla.
Други животни, които са интересни за намиране, са лъв, африкански леопард, Alcelaphus buselaphus lelwel, източноафрикански орикс, хипопотам, кафърски бивол, гепард, жираф, геренук, петниста хиена, хиеново куче, брадавичеста свиня, нилски крокодил, Equus quagga boehmi и африкански слонове.
В националния парк са идентифицирани различни етапи на навлизане на дървесни растения, свързани главно с потушаването на пожари.

## Мурси
Може би най-известната атракция в парка е племето Мурси, известно с пробиването на устните си и поставянето на дискове, направени от глина. Районите по долното течение на Омо (в рамките на парка) са населени с богато разнообразие от етнически групи, включително народите аари, банна, бонгосо, хамар, каро, квегу и мале.